# Sasa heterotricha
Sasa heterotricha är en gräsart som beskrevs av Gen-Iti Koidzumi. Sasa heterotricha ingår i släktet sasabambu, och familjen gräs. Inga underarter finns listade i Catalogue of Life.